# Corriere del Veneto
Il Corriere del Veneto è un quotidiano fondato il 12 novembre 2002 come dorso veneto del Corriere della Sera su modello del Corriere del Mezzogiorno. È di proprietà di Editoriale Veneto Srl, società soggetta al controllo di RCS MediaGroup. 

## Storia
Inizialmente ha quattro edizioni: Padova-Rovigo, Venezia-Mestre, Vicenza-Verona e Treviso-Belluno. Nel dicembre 2004 nasce il Corriere di Verona e l'edizione di Vicenza (dal febbraio 2015 Vicenza e Bassano).
Il direttore dal primo numero al 30 aprile 2010 è Ugo Savoia, dal 23 giugno 2010 gli succede alla direzione Alessandro Russello, già caporedattore e vicedirettore dal 2007. Il vicedirettore è Massimo Mamoli, già caporedattore del Corriere di Verona.